# Székásszabadja
Székásszabadja (románul: Ohaba, németül: Neudorf) falu Romániában, Fehér megyében, Székásszabadja község központja.

## Fekvése
40 kilométer távolságra van a megyeszékhely Gyulafehérvártól, és a DJ107-es megyei úton közelíthető meg.

## Népessége
| 2011 | 481 |
| 2021 | 359 |

## Története
1372-ben és 1410-ben Ujfalu néven említik. Egy 1429-ben kelt okirat szerint Szent Mihály tiszteletére szentelt temploma volt. A 16. század végére a falu elnéptelenedett és görögkeleti vallásúak lakták be.